# Alliance of Baptists
Die Alliance of Baptists ist ein Zusammenschluss baptistischer Gemeinden und Einzelpersonen in den Vereinigten Staaten. Sie wurde 1987 von Baptisten gegründet, die sich von der Southern Baptist Convention während eines Richtungsstreits in den 1980er Jahren zwischen Fundamentalisten und Modernisten abgespalten haben.
Ziele der Alliance of Baptists sind Freiheit, Ökumene, theologische Unterrichtung, soziale und wirtschaftliche Gerechtigkeit. Im Gegensatz zur Southern Baptist Convention hat die Alliance of Baptists die Frauenordination eingeführt, wie dies auch in der Progressive National Baptist Convention geschehen ist.
In der Ökumene ist die Alliance of Baptists Partner der American Baptist Churches USA, der Progressive National Baptist Convention und der Cooperative Baptist Fellowship. Die Alliance of Baptists kooperiert mit dem Nationalen Kirchenrat der USA (National Council of Churches), der United Church of Christ, der Christian Church (Disciples of Christ) und dem Ökumenischen Rat der Kirchen.
Am 25. August 2005 gehörten zur Alliance 125 Kirchengemeinden. Die Alliance of Baptists betreibt Mission in verschiedenen Ländern. Die Alliance hat einen Präsidenten, einen Vizepräsidenten und ein Sekretariat als Führungsstruktur.